# Gemeenschappelijke Gemeenschapscommissie
De Gemeenschappelijke Gemeenschapscommissie (GGC) is een Belgisch federaal orgaan in Brussel opgericht in 1989 en bevoegd voor persoonsgebonden aangelegenheden die rechtstreeks betrekking hebben op personen en voor "bicommunautaire" instellingen. Zij doet tevens dienst als gedecentraliseerd bestuur van de federale overheid.

## Gemeenschapscommissies
In het federale België is het Brussels Hoofdstedelijk Gewest bevoegd voor de gewestelijke materies op zijn grondgebied. De gemeenschapsbevoegdheden worden er zowel rechtstreeks door de Gemeenschappen als door de "Gemeenschapscommissies" uitgeoefend.
Zo is de Vlaamse Gemeenschap rechtstreeks bevoegd voor het Nederlandstalig onderwijs in Brussel en subsidieert de Vlaamse Gemeenschap diverse culturele instellingen en activiteiten.
Voor de Franse Gemeenschap ligt deze situatie enigszins anders omdat er een grotere delegatie van bevoegdheden naar de Franse Gemeenschapscommissie heeft plaatsgevonden. Zo kan de Franse Gemeenschapscommissie, in tegenstelling tot de Vlaamse Gemeenschapscommissie regelgevend optreden door middel van decreten.
Verder zijn er binnen het tweetalige gebied Brussel-Hoofdstad drie gemeenschapscommissies actief:
- de Vlaamse Gemeenschapscommissie (VGC), die afhangt van de Vlaamse Gemeenschap, en zich richt tot Nederlandstalige instellingen in Brussel.
- de Franse Gemeenschapscommissie (COCOF), nauw verwant met de Franse Gemeenschap, die zich richt tot de Franstalige instellingen in Brussel, maar in tegenstelling tot de VGC wel decretale bevoegdheid heeft, en
- de Gemeenschappelijke Gemeenschapscommissie (GGC) waarvan de Raad is samengesteld met dezelfde personen die ook in de Raad van het Brussels Hoofdstedelijk Gewest (Brussels Parlement) zetelen.

## Bevoegdheden
De Gemeenschappelijke Gemeenschapscommissie voert haar beleid op het vlak van bijstand aan personen en de gezondheidszorg (inclusief de meldingsplicht infectieziekten). In dat kader is zij bevoegd voor personen en instellingen die niet exclusief tot één gemeenschap behoren. Zij is dus bedoeld voor alle Brusselaars.
Voor het jaar 2013 had de GGC een initiële middelenbegroting van € 89.509.000.
Als onderdeel van het Vlinderakkoord zou de GGC extra bevoegdheden krijgen, zoals kinderbijslag.

## Instellingen
De GGC beschikt over een raad, de Verenigde Vergadering geheten en een uitvoerend orgaan, namelijk het Verenigd College. Zowel de Verenigde Vergadering als het Verenigd College is samengesteld uit dezelfde personen die in respectievelijk het Brussels Hoofdstedelijk Parlement en de Brusselse Hoofdstedelijke Regering zetelen.

### Verenigde Vergadering
De Verenigde Vergadering stemt, net als het Brussels Hoofdstedelijk Parlement, ordonnanties. Bijzonder is hier echter dat de ordonnanties van de GGC moeten worden aangenomen bij volstrekte meerderheid van stemmen in elke taalgroep (Nederlandse en Franse).
Als deze meerderheid niet wordt gehaald in een taalgroep, dan wordt een tweede stemming gehouden die niet na minder dan dertig dagen na de eerste stemming mag plaatshebben. In dat geval wordt de ordonnantie aangenomen bij volstrekte meerderheid van de stemmen van de Verenigde Vergadering en met minstens één derde van de stemmen in elke taalgroep.

### Verenigd College
De Voorzitter van de Brusselse Hoofdstedelijke Regering (Minister-president van het Brussels Hoofdstedelijk Gewest) zit het Verenigd College voor maar heeft slechts een raadgevende stem. Een Brussels lid van de Vlaamse Regering en een Brussels lid van de Franse Gemeenschapsregering die door hun respectieve Regering zijn aangewezen hebben ook raadgevende stem.
Enkel de twee Nederlandstalige en de twee Franstalige ministers uit de Brusselse Hoofdstedelijke Regering hebben dus een beslissende stem.